# 横田浩一
横田 浩一（よこた こういち）は株式会社横田アソシエイツ代表取締役。慶應義塾大学大学院政策・メディア研究科特任教授。

## 学歴
早稲田大学教育学部理学科卒業。

## 職歴
1988年 - 2011年
- 日本経済新聞社在籍。

2011年
- 株式会社横田アソシエイツ代表取締役。
- 公益社団法人日本経済研究センター特任研究員。

2011年 - 2014年
- 流通科学大学商学部特任教授。

2015年 -
- 慶應義塾大学大学院政策・メディア研究科特任教授。

## 著作
全て共著
・御友重希、横田浩一、原琴乃『SDGsの本質：企業家と金融によるサスティナビリティの追求』中央経済社、2020年７月10日。ISBN 978-4502353918
・栗木契、横田浩一『デジタル・ワークシフト　マーケティングを変えるキーワード30』産学社、2018年3月31日。ISBN 978-4782534939
- 石井淳蔵、栗木契、横田浩一『明日は、ビジョンで拓かれる』碩学舎、2015年2月28日。ISBN 978-4502138317。
- 玉村雅敏、横田浩一、上木原弘修、池本修悟『ソーシャルインパクト　価値共創（CSV）が企業・ビジネス・働き方を変える』産学社、2015年6月12日。ASIN B00ZF44KF2。
- 石井淳蔵、横田浩一『コーポレートブランディング格闘記―B to Bブランディングの実践ストーリー』日経広告研究所、2007年3月。ISBN 978-4532640729。
- 横田浩一、石井淳蔵『愛される会社のつくり方』碩学舎、2014年8月30日。ISBN 978-4502109010。
- 横田浩一、桑原太郎、藤巻幸夫『新富裕層の消費分析―藤巻流!「勝ち組」の意識を探る』碩学舎、2006年3月。ISBN 978-4532640668。